# Dimethylsulfamid
Dimethylsulfamid (kurz: DMS; nicht zu verwechseln mit Dimethylsulfid oder Dimethylsulfat, die ebenfalls mit DMS abgekürzt werden) ist eine chemische Verbindung aus der Gruppe der Säureamide. Sie entsteht als Metabolit der Fungizide Dichlofluanid und Tolylfluanid.

## Geschichte
Die Belastung des Trinkwassers mit Dimethylsulfamid sorgte unter anderem in Ravensburg und Oberkirch für Schlagzeilen. Es handelt sich um ein Abbauprodukt des Pflanzenschutzmittels Tolylfluanid, welches bis zum Herbst 2006 unbekannt war. Ebenso kann es aus dem Fungizid Dichlofluanid freigesetzt werden. Obwohl Dimethylsulfamid selbst nicht giftig ist, besteht bei der Aufbereitung des damit belasteten Wassers mit Ozon die Gefahr, dass daraus das krebserregende Dimethylnitrosamin gebildet wird.

## Darstellung und Gewinnung
Die Synthese erfolgt durch die Umsetzung von Sulfaminsäure mit Dimethylamin in Ethylenglycoldimethylether.